# Сароникос (дим)
Саронико́с (греч. Δήμος Σαρωνικού) — община (дим) в Греции, на южной оконечности Аттики. Входит в периферийную единицу Восточная Аттика в периферии Аттика. Омывается на западе одноимённым заливом Эгейского моря. Население общины — 29 002 человека по переписи 2011 года. Площадь — 139,099 квадратного километра. Плотность — 208,5 человека на квадратный километр. Административный центр — Каливия-Торику. Димархом на местных выборах 2014 года выбран Еорьос Софронис (Γεώργιος Σωφρόνης).
Община создана в 2010 году (ΦΕΚ 87Α) по программе «Калликратис». В общину вошли упразднённая община Каливия-Торику и сообщества Куварас, Палеа-Фокея и Саронис. Включает в себя остров Арсида.

## Административное деление

Административное деление общины:
1 — Каливия-Торику
2 — сверху вниз: Куварас, Саронис, Палеа-Фокея

Община (дим) Сароникос делится на 4 общинные единицы.